# Ernst Stojaspal
Ernst «Stoissi» Stojaspal (Viena, Austria, 14 de enero de 1925-Moulins-lès-Metz, Francia, 3 de abril de 2002) fue un jugador y entrenador de fútbol austríaco. En su etapa como jugador profesional se desempeñaba como delantero.
Tras su retiro como entrenador, abrió una cafetería en Mónaco llamada Café de Vienne.

## Fallecimiento
Murió el 3 de abril de 2002 en Moulins-lès-Metz por una insuficiencia cardíaca, a la edad de 77 años.

## Selección nacional
Fue internacional con la selección de fútbol de Austria en 32 ocasiones y convirtió 14 goles. Formó parte de la selección que obtuvo el tercer lugar en la Copa del Mundo de 1954, siendo el mayor éxito en la historia del fútbol austríaco hasta la fecha.

### Participaciones en Copas del Mundo
| Mundial                        | Sede  | Resultado    | Partidos | Goles |
| ------------------------------ | ----- | ------------ | -------- | ----- |
| Copa Mundial de Fútbol de 1954 | Suiza | Tercer lugar | 4        | 3     |

### Participaciones en Juegos Olímpicos
| Olimpiada                        | Sede        | Resultado        | Partidos | Goles |
| -------------------------------- | ----------- | ---------------- | -------- | ----- |
| Juegos Olímpicos de Londres 1948 | Reino Unido | Octavos de final | 0        | 0     |

## Clubes

### Como jugador
| Club                  | País    | Año       |
| --------------------- | ------- | --------- |
| FK Austria Viena      | Austria | 1944-1954 |
| Racing de Estrasburgo | Francia | 1954-1957 |
| AS Béziers            | Francia | 1957-1958 |
| AS Mónaco             | Mónaco  | 1958-1959 |
| Troyes AC             | Francia | 1959-1961 |
| FC Metz               | Francia | 1961-1962 |

### Como entrenador
| Club         | País    | Año       |
| ------------ | ------- | --------- |
| AC Ajaccio   | Francia | 1962-1963 |
| AS Giraumont | Francia | 1963-1967 |
| FC Monthey   | Suiza   | 1967-1968 |
| AS Athus     | Bélgica | 1968-1970 |

## Palmarés

### Campeonatos nacionales
| Título               | Club             | País    | Año  |
| -------------------- | ---------------- | ------- | ---- |
| Copa de Austria      | FK Austria Viena | Austria | 1948 |
| Campeonato austríaco | FK Austria Viena | Austria | 1949 |
| Copa de Austria      | FK Austria Viena | Austria | 1949 |
| Campeonato austríaco | FK Austria Viena | Austria | 1950 |
| Campeonato austríaco | FK Austria Viena | Austria | 1953 |

### Distinciones individuales
| Distinción                               | Año  |
| ---------------------------------------- | ---- |
| Máximo goleador del Campeonato austríaco | 1946 |
| Máximo goleador del Campeonato austríaco | 1947 |
| Máximo goleador del Campeonato austríaco | 1948 |
| Máximo goleador del Campeonato austríaco | 1952 |
| Máximo goleador del Campeonato austríaco | 1953 |